# Radoš Zelenović
Radoš Zelenović (...) è un ex giocatore di football americano e allenatore di football americano serbo, che ha giocato nel ruolo di offensive lineman.
È stato votato miglior offensive lineman del campionato serbo nel 2017.